# بيل مور (لاعب كريكت)
بيل مور (16 أكتوبر 1863 في أستراليا - 25 فبراير 1956 في أستراليا)  (بالإنجليزية: Bill Moore)‏ هو لاعب كريكت أسترالي. لعب مع فريق جنوب ويلز الجديد للكريكت ‏ وفريق غرب أستراليا للكريكت ‏.

## وصلات خارجية
- بيل مور على موقع إي آس بي آن كريك إنفو (الإنجليزية)